# 拉波马雷德
拉波马雷德（法語：La Pomarède，法語發音：[la pɔmaʁɛd] ⓘ）是法国奥德省的一个市镇，属于卡尔卡松区。

## 地理
拉波马雷德（43°24'17"N, 1°57'0"E）面积13.08 平方千米，位于法国奧克西塔尼大區奥德省，该省份为法国南部沿海省份，北起塔恩省，西北接上加龙省，西接阿列日省，南至东比利牛斯省，东临地中海，东北与埃罗省接壤。
与拉波马雷德接壤的市镇（或旧市镇、城区）包括：伊塞勒、拉贝塞德洛拉盖、皮日尼耶、特雷维尔、勒韦勒、圣费利克斯洛拉盖、沃德勒耶。

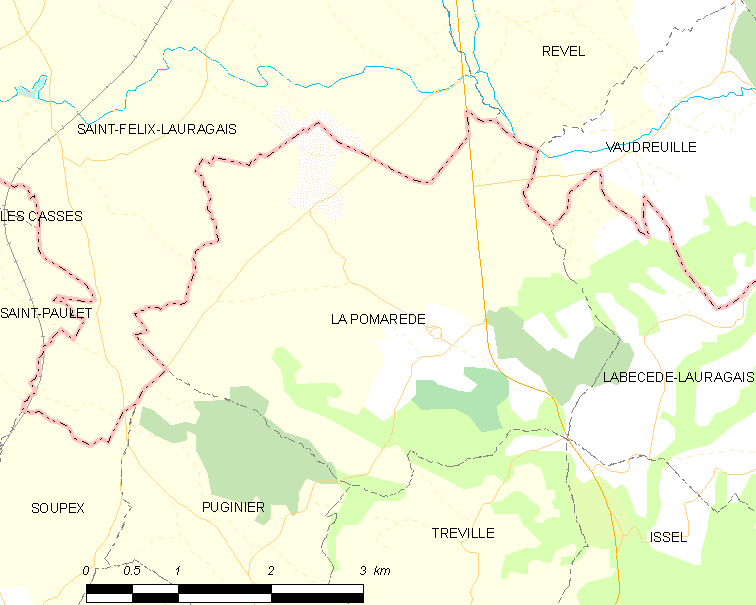
拉波马雷德的OSM定位图

拉波马雷德的时区为UTC+01:00、UTC+02:00（夏令时）。

## 行政
拉波马雷德的邮政编码为11400，INSEE市镇编码为11292。

## 政治
拉波马雷德所属的省级选区为绍里安盆地县。

## 人口

1962-2008年间拉波马雷德人口变化图示

拉波马雷德于2022年1月1日时的人口数量为184人。
拉波马雷德人口变化图示
| 数据来源：INSEE |